# Tour de la mer de Chine méridionale
Le Tour de la mer de Chine méridionale (chinois simplifié : 环南中国海自行单车大赛 ; chinois traditionnel : 環南中國海自行單車大賽 ; pinyin : Huán Nán Zhōngguó Hǎi Zìxíngchánchē Dàsài ; litt. « Grand tour cycliste amateur de la mer de Chine méridionale ») est une course cycliste disputée en Chine, entre Hong Kong et Macao. Créé en 1999, il fait partie de l'UCI Asia Tour à partir de 2005 en catégorie 2.2, puis 1.2 depuis 2010. Il est organisé par la fédération hong-kongaise de cyclisme, Hong Kong Cycling Association.

## Palmarès
| Année | Vainqueur            | Deuxième        | Troisième          |
| ----- | -------------------- | --------------- | ------------------ |
| 1999  | Wong Kam Po          | Glen Mitchell   | Brendan Vesty      |
| 2000  | Neil McDonald        | Siu-Lun Ho      | Malcolm Lange      |
| 2001  | Wong Kam Po          | Neil McDonald   | Masahiko Mifune    |
| 2002  | Nicholas White       | Phillip Thuaux  | Mark Roland        |
| 2003  | Oleg Grishkine       | Wong Kam Po     | Peter Milostic     |
| 2004  | Alexander Khatuntsev | Ngai Ching Wong | Wong Kam Po        |
| 2005  | Kin San Wu           | Wong Kam Po     | Fang Xu            |
| 2006  | Alexander Khatuntsev | Wang Yip Tang   | Hai Jun Ma         |
| 2007  | Wang Yip Tang        | Kong Tsui       | Jacob Nielsen      |
| 2008  | Gang Xu              | Micael Isidoro  | Michael Fitzgerald |
| 2009  | Annulé               |                 |                    |
| 2010  | Kazuhiro Mori        | Ki Ho Choi      | Sam Davis          |